# Tonia (Petite-Pologne)
Pour les articles homonymes, voir Tonia (homonymie).
Tonia est une localité polonaise de la gmina de Bolesław, située dans le powiat de Dąbrowa en voïvodie de Petite-Pologne.